# Jan Liedtke
Jan Liedtke (* 19. September 1977 in Rüdersdorf bei Berlin) ist ein deutscher Autor, Regisseur, Filmemacher und Produzent.
Jan Liedtke schreibt Drehbücher und Theaterstücke, die u. a. in Hamburg, Dresden, Potsdam, Heidelberg, Bielefeld, Osnabrück und Stuttgart aufgeführt wurden. Für sein Debütstück „Toronto“ wurde er 2004 mit dem Jugendtheaterpreis des Landes Baden-Württemberg ausgezeichnet und zu den Autorentheatertagen am Thalia Theater Hamburg eingeladen.
2005 wurde sein zweites Theaterstück „Kamikaze Pictures“ zum Heidelberger Stückemarkt eingeladen und noch im gleichen Jahr im Theater der Stadt Heidelberg uraufgeführt. Für das Stück „Kamikaze Pictures“ erhielt Jan Liedtke 2006 den Deutschen Jugendtheaterpreis.
2013 legte Jan Liedtke gemeinsam mit dem Regisseur Philippe Besson eine Neubearbeitung der Gerhart Hauptmann Stücke „Der Biberpelz“ und „Der rote Hahn“ unter dem Titel „Roter Hahn im Biberpelz“ vor. Bei der Uraufführung am 19. Januar 2014 in der Komödie am Kurfürstendamm Berlin werden Katharina Thalbach, Pierre Besson und Anna Thalbach die Hauptrollen spielen.
Neben seiner Arbeit als Autor und Regisseur ist Jan Liedtke Filmemacher und betreibt die Produktionsfirma 9pm pictures. Sein Kurzfilm „Huhn für Karl“ wurde unter anderem zum Internationalen Studentenfilmfestival Sehsüchte, zu den Deutsch-Russischen Studentenfilmtagen Moskau und zum renommierten 34. Filmfestival Max Ophüls Preis in Saarbrücken eingeladen. Beim Internationalen Filmfestival Comedy Cluj 2013 in Cluj-Napoca (Rumänien) gewann „Huhn für Karl“ den Award Best Student Shortfilm. Die Erstausstrahlung erfolgte am 23. Januar 2013 im Saarländischen Rundfunk. 
2016 startete der Dokumentarfilm des Regisseurs Andreas Wilke "Die Stadt als Beute" in den deutschen Kinos, an dem Liedtke als Filmeditor beteiligt war. Ebenfalls als Filmeditor arbeitete Liedtke an dem auf diversen internationalen Filmfestivals ausgezeichnetem Spielfilm "Stand Up! Was bleibt, wenn alles weg ist mit. 
2021 zog sich Liedtke aus der Filmlandschaft zurück und betreibt die Presshonig-Manufaktur MAXBEE und den Instagramkanal Maxbee_beekeeping. 
Er lebt vegan und ist Organisator verschiedener Veranstaltungen in dem Bereich.

## Stücke
- Toronto (Uraufführung 18. Mai 2004, Junges Ensemble Stuttgart (JES), Stuttgart)
- Kamikaze Pictures (Uraufführung 3. Oktober 2005, Theater der Stadt Heidelberg)
- Turm E (Uraufführung 12. Dezember 2009, Theater Junge Generation Dresden)
- Roter Hahn im Biberpelz (Uraufführung 19. Januar 2014, Komödie am Kurfürstendamm Berlin)

## Hörspiel
- Kommander Börte – Mission 2 (uraufgeführt 26. Juni 2011, NDR Info, Co-Autor von Felix Behrendt)

## Inszenierungen
- 2008 “Das ist Esther” am Theater Junge Generation
- 2009 “Vision Mensch” am Theater Bremen